# Luci Eli Làmia (cònsol)
Luci Eli Làmia (en llatí Lucius Aelius Lamia), formava part de la branca familiar dels Làmia de la gens Èlia. Va ser un magistrat romà.
Net de Luci Eli Làmia, era amic d'Horaci, que li va dedicar dues odes. Va arribar a cònsol l'any 3. Tiberi el va nomenar governador de Síria però no va arribar a exercir. A la mort de Pisó l'any 32, el va succeir com a Prefecte de la ciutat (praefectus urbi). Va morir a l'any següent (33).